# Brug 1609
Brug 1609 heeft een Amsterdams brugnummer maar ligt op het grondgebied van de gemeente Diemen.
De betonnen brug werd aangelegd door het GVB tijdens de bouw van de Oostlijn (baanvak 11) in de opzet van de Amsterdamse metro. Ze werd in de jaren 1971/1972 samen met Metrostation Verrijn Stuartweg in ruwbouw gebouwd en later voltooid. In 1973 was het viaduct in gebruik toen er testritten werden gehouden op een deel van het traject van wat later de metrolijn 53 (Gaasperplaslijn) zou worden. De brug is gelegd over een voet- en fietspad gaande van de openbare weg naar de lijnwerkplaats. Die toegang is ook toegankelijke voor nooddiensten, echter de voertuigen mogen niet hoger zijn dan 3,10 meter. Aansluitend ten zuiden van de brug ligt het metrostation, dat dus ook in Diemen ligt. Het zuidelijk landhoofd van de brug biedt ruimte aan de ingang/uitgang van genoemd station, waarbij de zogenaamde slurf (roltrappen naar het perron) vrijwel direct begint. Door inpassing van die in- en uitgang bestaat brug 1609 uit twee enkelsporige viaducten. Het noordelijk landhoofd is een betonnen muur, waarbij de bekisting nog deels zichtbaar is, een teken van brutalisme waarin het ontworpen is. Het ontwerp inclusief station is van Sier van Rhijn en Ben Spängberg van de Dienst der Publieke Werken in Amsterdam.
Op 23 december 2017 kregen vrijwel alle kunstwerken in de Amsterdamse metrolijnen naast hun nummer ook een naam. De brugnaam zou volgens de gemeente Amsterdam makkelijker terug te vinden zijn en kon worden opgenomen in de Basisadministratie Adressen en Gebouwen. Bruggen in de reeks 1605-1610 kregen tijdens die actie geen naam omdat ze in Diemen liggen.    

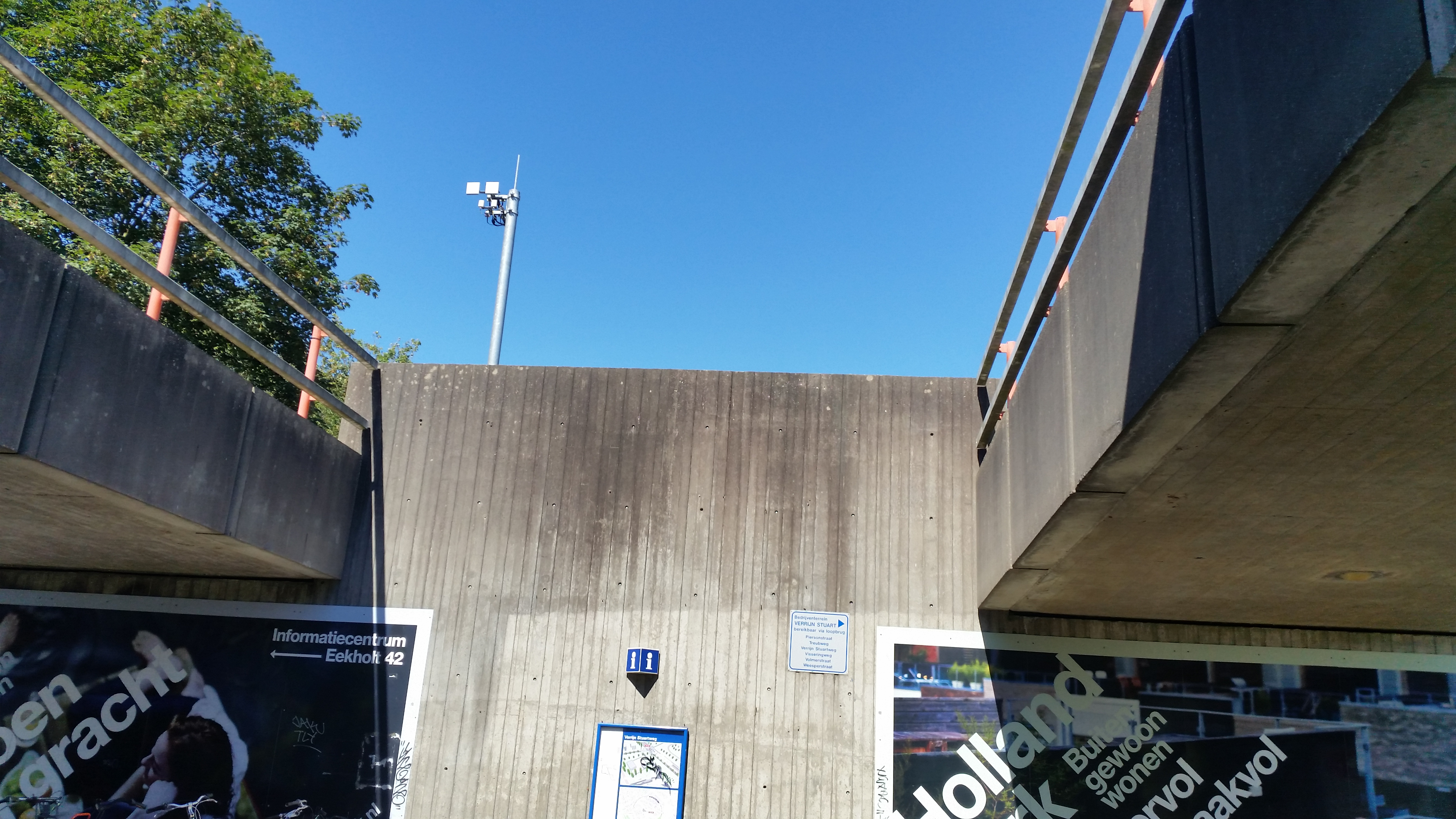
Keermuur tussen twee viaducten (augustus 2929)

<<< · 1601 · 1602 · 1603 · 1604 · 1605 · 1606 · 1607 · 1608 · 1609 · 1610 · 1611 · 1612 · 1613 · 1614 · 1615 · 1616 · 1617 · 1618 · 1619 · 1620 · 1621 · 1622 · 1623 · 1624 · 1625 · 1626 · 1627 · 1629 · 1630 · 1633 · 1634 · 1635 · 1636 · 1637 · 1638 · 1639 ·  1640 · 1641 · 1642 · 1643 · 1644 ·  1645 · 1646 · 1647 · 1648 · 1649 · 1650 · 1651 · 1652 · 1653 · 1654 · 1655 · 1656 · 1657 · 1658 · 1659 · 1660 · 1661 · 1662 · 1663 · 1664 · 1695 · 1696 · 1697 · >>>
Brugnummers  1600, 1628, 1632, 1665-1694, 1698, 1699 zijn niet vergeven. Brug 1631 is in 2019 gesloopt.